# キナ酸
キナ酸（キナさん、quinic acid）は、キナ皮から発見された環式ヒドロキシ酸で、化学式は C7H12O6、分子量は 192.17、比重 1.64。単体は結晶性の固体で、融点 168 °C。
IUPAC命名法では (1S,3R,4S,5R)-1,3,4,5-テトラヒドロキシシクロヘキサンカルボン酸となる。CAS登録番号は [77-95-2]。
シキミ酸に水が付加した形をしており、生合成にはシキミ酸経路が関連していると考えられる。クランベリーのほかコーヒー酸とのエステルがクロロゲン酸としてコーヒーに含まれるなど広く植物に含まれている。天然には (−) 体が存在し、エピ化により生成する (+) 体をわずかに含む。
19世紀にフランスの農学者ルイ＝ニコラ・ヴォークランによって初めて単離された。1863年にはドイツの化学者ロイテマン (E. Leutemann) によって、キナ酸を使った合成や反応が報告された。